# Troglohyphantes ruffoi
Troglohyphantes ruffoi är en spindelart som beskrevs av Lodovico di Caporiacco 1936. Troglohyphantes ruffoi ingår i släktet Troglohyphantes och familjen täckvävarspindlar.
Artens utbredningsområde är Italien. Inga underarter finns listade i Catalogue of Life.